# Yacht-Club von Deutschland

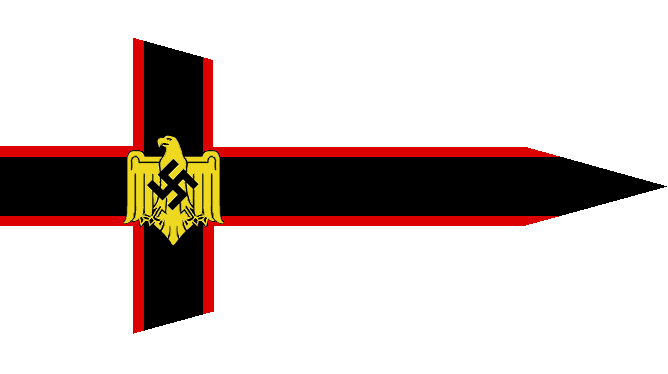
Stander des Yacht-Clubs von Deutschland

Wassersportflagge während der Zeit des Nationalsozialismus

Der Yacht-Club von Deutschland (YCvD) war ein nationalsozialistischer Segelverein, der durch die Umbenennung des Kaiserlichen Yachtclubs und dem Zusammenschluss mehrerer bedeutender Yacht- und Segelclubs in der Zeit des Nationalsozialismus entstand. Der YCvD war Träger der internationalen Beziehungen im deutschen Segelsport.

## Geschichte
Auch im Wassersportbereich fand die Gleichschaltung statt. Am 27. Juli 1934 wurde der Deutsche Reichsbund für Leibesübungen DRL gegründet, 1938 in Nationalsozialistischer Reichsbund für Leibesübungen (NSRL) umbenannt. Alle bestehenden Sportfachverbände wurden in den DRL eingegliedert und verloren ihre Eigenständigkeit. Der DLR/NSRL und seine Unterabteilung Fachamt Segeln waren damit auch der Oberverband für alle Segelvereine. Der NSRL und der Reichsbund für Leibesübungen war eine Unterorganisation der NSDAP.
Nach der Segelolympiade 1936 in Kiel wurde der Kaiserliche Yacht-Club (KYC), als dessen Nachfolger sich der heutige Kieler Yacht-Club begreift, in den Yacht-Club von Deutschland umbenannt und andere Wassersportvereine wie die Kieler Segler-Vereinigung, aber auch weitere bedeutende Vereine in ganz Deutschland auf und traten 1937 in den neu gegründeten nationalsozialistischen Yacht-Club von Deutschland ein. Dieser Verein hatte die Zielsetzung, die nationalsozialistischen Vorstellungen im internationalen Yachtsport zu propagieren und sollte dem ganzen Segelsport dienen. Dafür war ein „Kaiserlicher Yachtclub“ mit dem ehemaligen Kaiser als Kommodore nicht geeignet. Im Rahmen dieser Gleichschaltung mussten sich auch andere „königliche“ Yachtclubs wie der Königlich Württembergische Yacht-Club und der Königlich Bayerische Yacht-Club dem YCvD anschließen. Der Yachtclub von Deutschland sollte in erster Linie Träger der internationalen Beziehungen im Segelsport sein und veranstaltete die zukünftigen Kieler Wochen.
Nach dem Anschluss Österreichs an Deutschland wurden mehrere österreichische Segelclubs in den YCvD eingegliedert und ihre Clubvorstände gleichgeschaltet. Ende 1938 hatte der YCvD über 3800 Mitglieder.
Mit dem Ausbruch des Krieges war Segeln anfangs noch vereinzelt, später nicht mehr möglich. Die Yachtschulen konnten ihren Ausbildungsbetrieb zwar noch weiterführen, aber die Mitglieder der Segelclubs wurden zum größten Teil als Soldaten in den Krieg einberufen. Die Einrichtungen des Clubs und seiner Unterabteilungen wurden für militärische und andere Zwecke des Reiches zweckentfremdet. Eine große Zahl von Clubmitgliedern verlor ihr Leben im Zweiten Weltkrieg.
Mit dem Gesetz Nr. 5 der amerikanischen Militärregierung vom 31. Mai 1945 wurde die NSDAP mit allen ihren Einrichtungen und Organisationen aufgelöst, und damit auch der Yacht-Club von Deutschland. 
Die meisten in ihm aufgegangenen Segel- und Yachtclubs wurden in der Folgezeit neu gegründet.

## Veranstaltungen
- 1937 und 1938 organisierte der YCvD die Kieler Woche.
- 1937, zusammen mit dem Norddeutschen Regatta Verein, wurde die Europäische Star-Meisterschaft organisiert.
- 1939 fand die letzte Kieler Woche statt.[4]
- Im August 1939, gleich vor dem Ausbruch des Zweiten Weltkrieges, wurde die Star-Weltmeisterschaft vom Yacht-Club von Deutschland organisiert.[2]

## Zeitschriften des YCvD
- Mitteilungsblatt des Yacht-Clubs von Deutschland. — Kiel: NS.-Gauverlag.
- Monatsschrift des Yacht-Clubs von Deutschland e. V.[5]